# Carmine Gentili

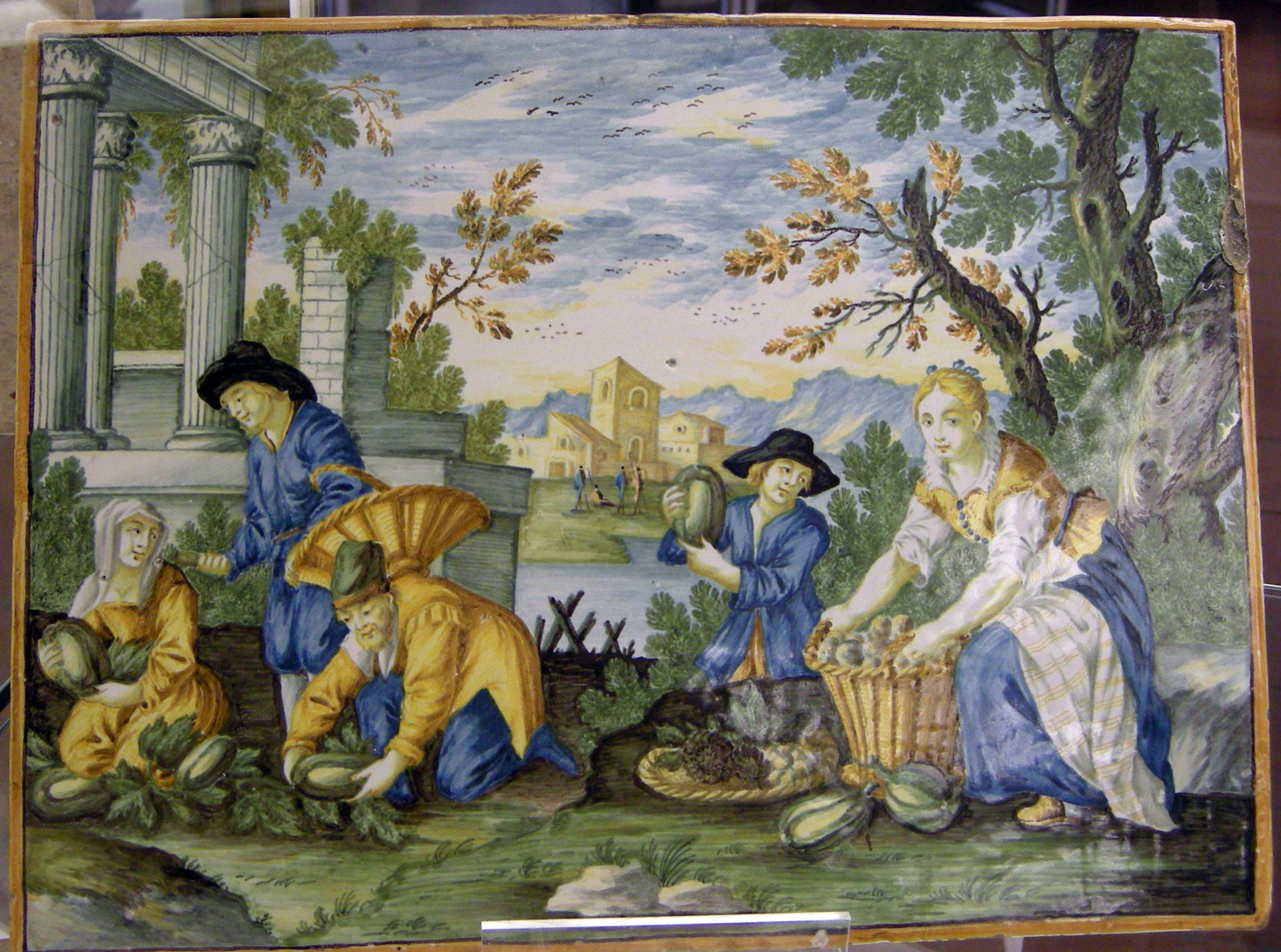
Maiolica di Castelli, Carmine Gentili, Contadini raccolgono frutta Galleria Nazionale delle Marche (Urbino)

Carmine Gentili (Castelli, 16 luglio 1678 – Castelli, 11 luglio 1763) è stato un ceramista italiano.

## Biografia
Carmine Gentili era figlio di Bernardino il Vecchio (Castelli, 1635-1683) e di Giustina Cappelletti - appartenente a una famiglia di maiolicari di Castelli - ed era anche il cugino del ceramista Candeloro Cappelletti. Rimasto orfano di padre, sua madre, che era cognata di Superna Grue (appartenente ad un'altra nota famiglia di ceramisti di Castelli), lo affidò alle cure di Carlo Antonio Grue, un fratello di Suprema.
Dalla moglie Caterina Amicucci, Carmine ebbe cinque figlie - Caterina, Mansueta, Leonilda, Maria Giovanna Epifania e Giustina - e i due figli Giacomo e Bernardino, che lo affiancarono nella sua attività e ne continuarono l'opera, dopo la sua morte. Utilizzò il proprio cognome Gentile, anche con la variante Gentili, che divenne poi predominante nella sua famiglia.
Il giovane Carmine Gentili crebbe dunque nella fiorente bottega di ceramiche di Carlo Antonio Grue - che è considerato il più dotato tra i maiolicari della sua famiglia - dove apprese le tecniche della pittura e della cottura dei manufatti in ceramica.

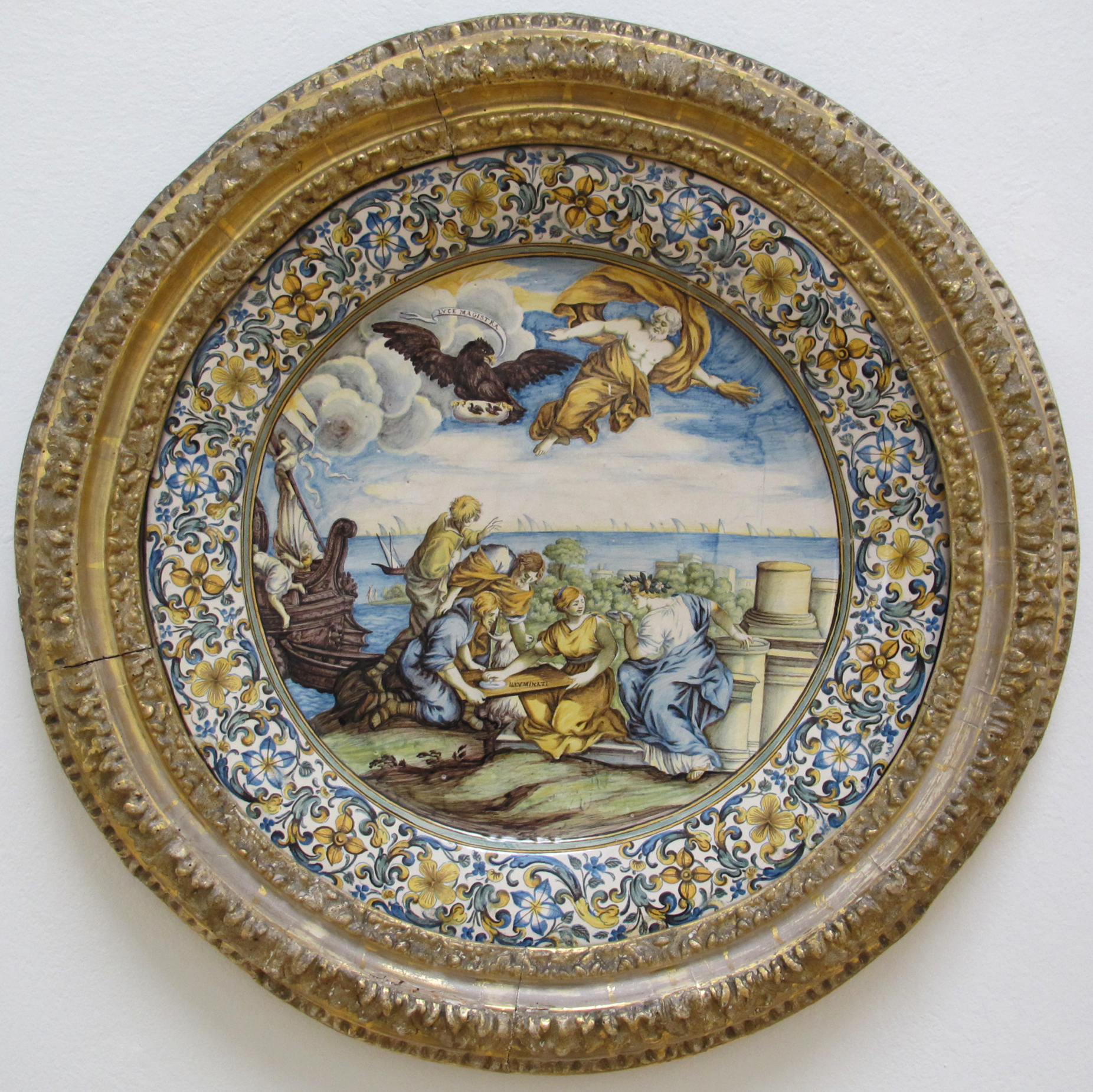
Maiolica di Castelli, Carmine Gentili, piatto con Allegoria degli illuminati Lindenau-Museum

Intorno al 1723 Carmine, a Castelli, occupava una carica, presso il Pubblico Consiglio e il Parlamento locale. La sua bottega era fiorente e produceva ceramiche istoriate di qualità, per una committenza altolocata. Componeva le scena, da riportare su ceramica, con una tavolozza sgargiante e con un occhio al dominante gusto tardo barocco e con l'altro ai temi cari all'Arcadia, il movimento culturale estetizzante del mondo agreste e pastorale. Si trasferì con la famiglia e con la bottega, per alcuni anni, a Teramo. Tornato a Castelli, nel 1735-1736 ebbe la carica di Camerlengo della locale Università, per cui dipinse piatti, piattini e chicchere.

### Ceramiche in musei
La più antica opera da lui firmata è la targa del 1717 - oggi al Museo nazionale di San Martino, a Napoli - con Il trionfo di Bacco e Arianna. Il tema è preso da una incisione di Gérard Audran che è tratta da un perduto dipinto di Antoine Coypel.
Una diversa iconografia, tratta dalle Le metamorfosi (Ovidio) e più volte ripetuta ed eseguita con forte e luminosa cromia, al limite del virtuosismo, si richiama alla scuola romana di pittura ma anche alla tradizione di Peter Paul Rubens. Un esemplare con questo decoro è nella collezione Acerbo alla Galleria delle antiche ceramiche abruzzesi di Loreto Aprutino, è firmato e datato 1742 e porta un'iscrizione lungo il bordo della cornice.

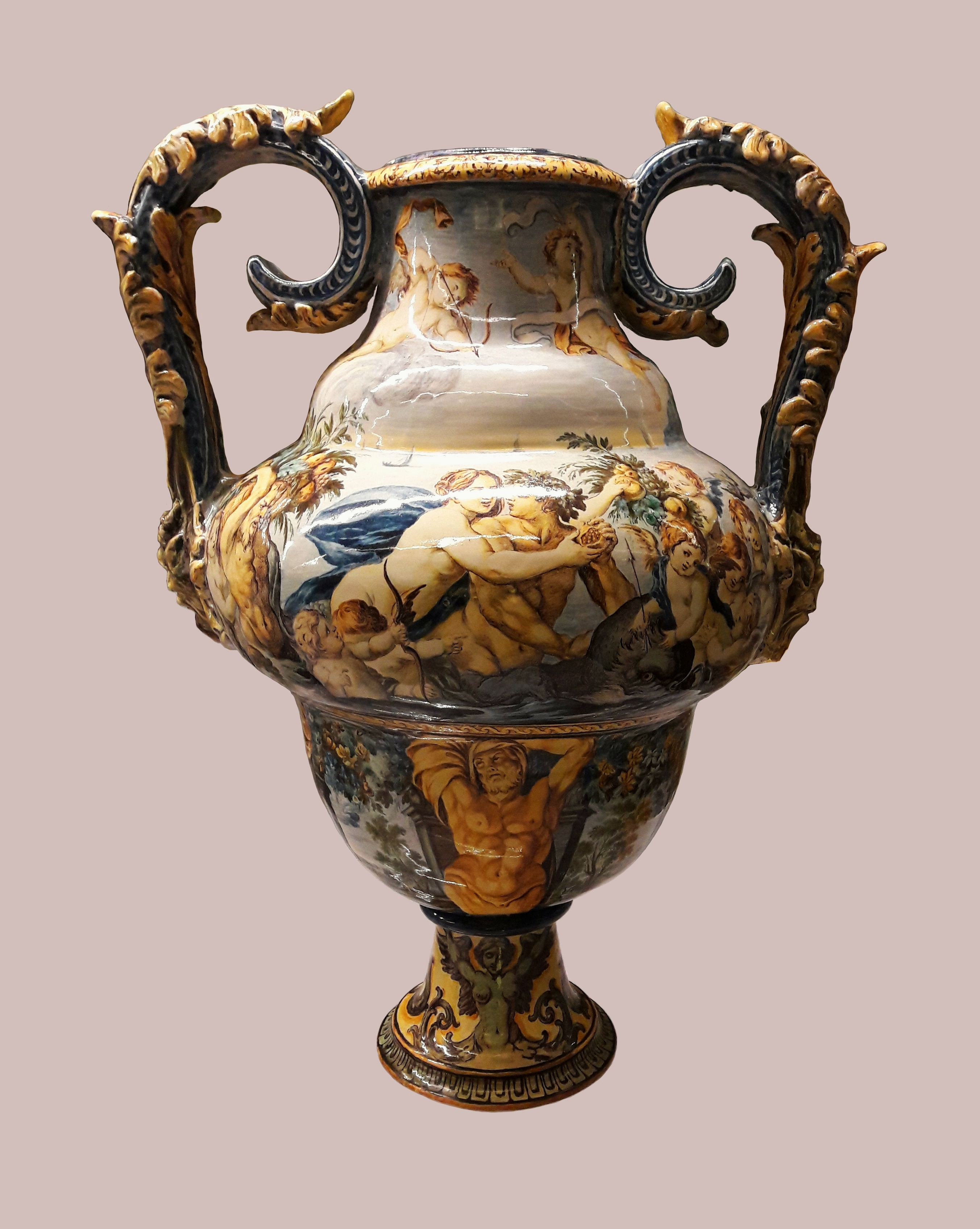
Carmine Gentili, vaso con scena mitologica Museo nazionale di Varsavia

Dipinse su maiolica una Vergine con Bambino (collezione Acerbo), desunta - ma con varianti - da un'incisione di Ludovico Carracci e dipinse un tondo con Cristo profano, ora al Museo d'arte Costantino Barbella di Chieti, un soggetto tratto da una incisione di Jan Sadeler, su disegno di Bartholomaeus Spranger.
Il suo vassoio da parata del Museo di San Martino a Napoli reca la rappresentazione di una Allegoria con Giove e l'aquila, con due figure femminili e tre maschili e una capra e, sullo sfondo, una marina con barche. Più volte replicato - da Carmine, da Liborio Grue e da Candeloro Cappelletti - questa scena è riferibile ad una incisione di Charles Audran, dal disegno con Allegoria per la famiglia Barberini di Pietro da Cortona, conservato all'Accademia Albertina (Vienna). Tra le sue opere c'è anche il cosiddetto presentatoio di Sassocorvaro, un disco-tazza dal bordo rialzato ed estroflesso, con l'immagine di Venere e tritoni, eseguito con preziosi ritocchi in oro al terzo fuoco.
Il tema Venere fustiga Amore, da un'incisione di Giovanni Luigi Valesio, è ripetuto sopra un piatto del Museo di San Martino, che faceva parte di un imponente servizio da tavola; sopra una mattonella firmata, al Museo d'arte Costantino Barbella, a Chieti, e su un piatto del Museo Paparella Treccia Devlet, a Pescara.
Da una incisione di Michel Dorigny, tratta dal dipinto di Simon Vouet Didone abbandonata, Carmine Gentili ha estratto il soggetto per tre maioliche istoriate: un disco, databile 1740, al Museo di San Martino; una targa che è nella collezione Acerbo e un'altra targa che è in deposito presso il Museo delle ceramiche di Castelli.
Da un altro dipinto di Vouet, inciso da Dorigny, egli ha derivato il tema Apollo, accanto alle Grazie, compete in musica con Pan, un tema che è presente nel decoro di molte sue ceramiche. 
Le due mattonelle istoriate con Diana al bagno, le Ninfe e un amorino e con Allegorie della Gloria e della Potenza, che si trovano nella collezione Acerbo, sono considerate opere sue, ma probabilmente furono realizzate con la collaborazione dei figli Giacomo e Bernardino.

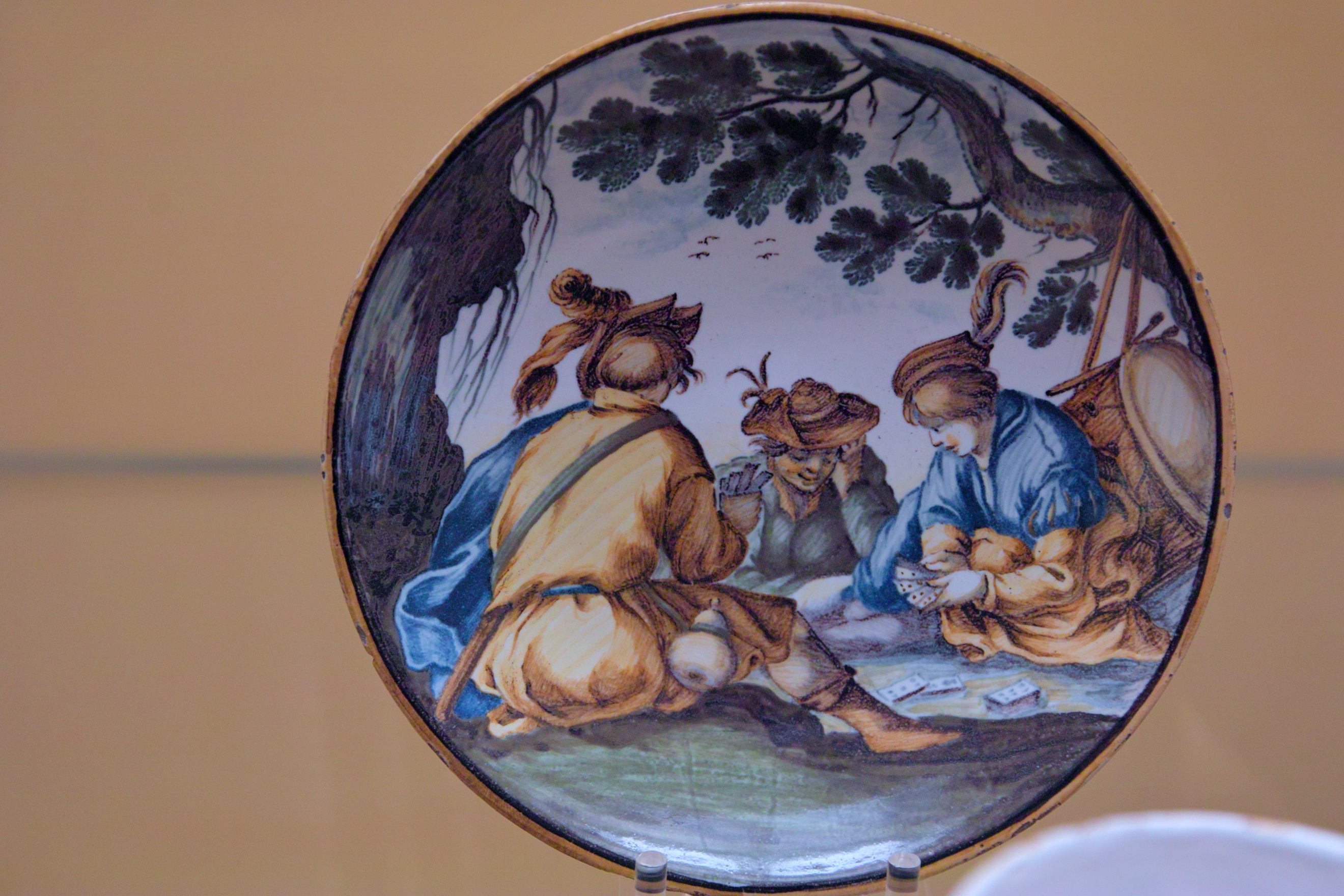
Castelli, Carmine Gentili, piatto Museum für Kunst und Gewerbe (Amburgo)